# UGM-133A Trident II
L'UGM-133A Trident II è un missile balistico intercontinentale lanciato da sottomarino (SLBM), prodotto dall'azienda statunitense Lockheed ed entrato in servizio a partire dal 1990 nella US Navy e nella Royal Navy.
Imbarcati sui sottomarini statunitensi classe Ohio, oltre che sui sottomarini britannici classe Vanguard, i Trident II costituiscono un elemento cardine della triade nucleare statunitense.

## Sviluppo
Il Trident I (C4) venne progettato nel 1979 mentre il Trident II (D5) venne prima sviluppato nel 1990 e nel 2002 venne presa la decisione di prolungarne la vita operativa fino al 2027, mediante la sostituzione dei componenti diventati ormai obsoleti. Nel 2007 la Lockheed si è aggiudicata una commessa di 789,9 milioni di dollari per questi lavori, incluso l'aggiornamento del sistema di guida e del sistema di rientro.

## Descrizione

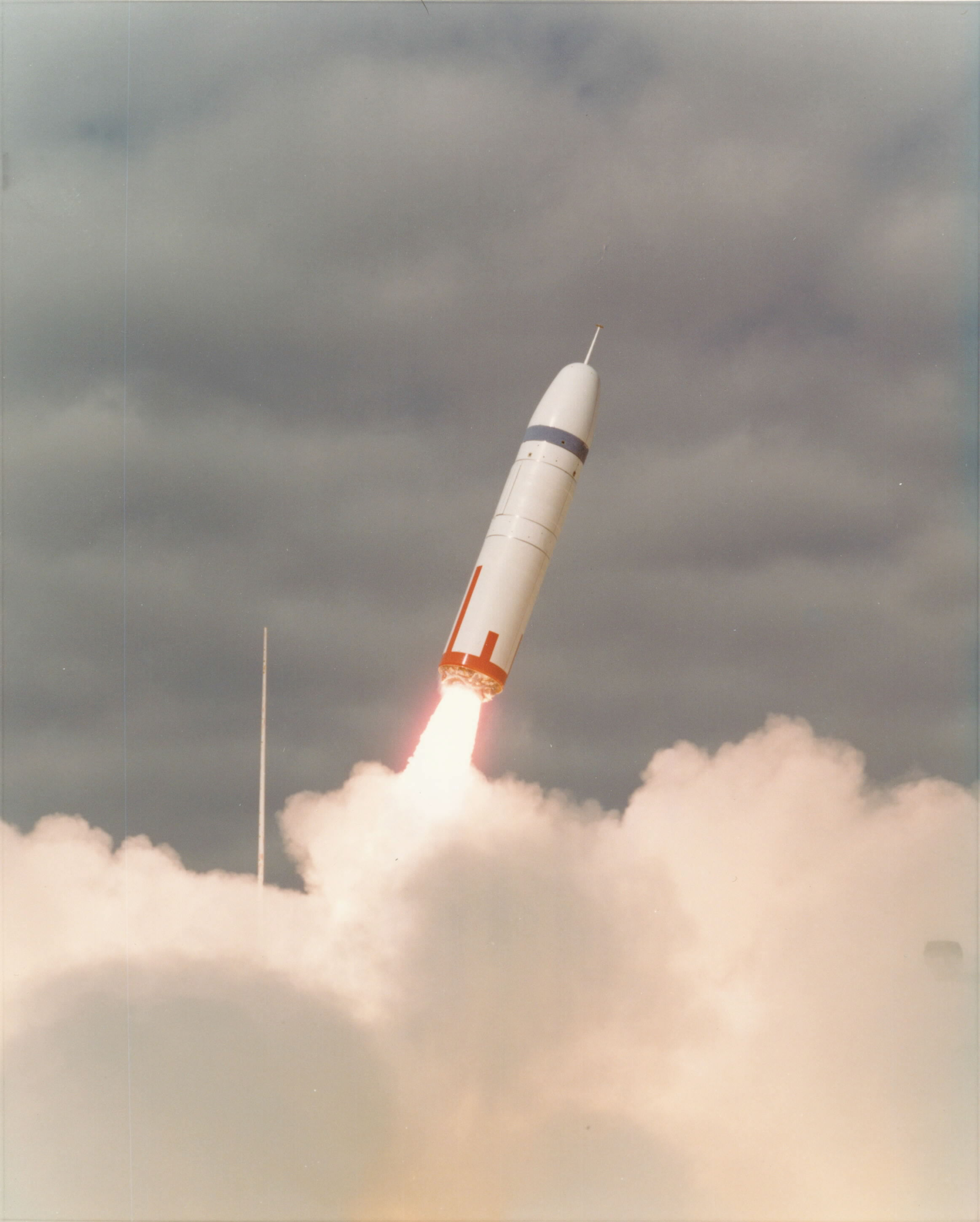
Il 1º lancio del Trident I il 18 gennaio 1977 a Cape Canaveral

Il lancio del missile sotto la superficie marina, avviene come per i Polaris e i Poseidon a freddo, cioè i missili vengono espulsi dai loro tubi mediante aria compressa e non appena emerso dalla superficie marina avviene l'accensione del motore del primo stadio iniziando la prima fase di spinta. Idealmente il missile è protetto come da una bolla d'aria nel tempo trascorso sotto il livello del mare, così non viene mai toccato dall'acqua. Quando avviene l'accensione del 3º stadio, entro 2 minuti dal lancio, il missile ha già raggiunto una velocità maggiore di 20000 km/h.
Il Trident venne costruito in due versioni: la versione Trident I (C4) UGM-96A e la versione Trident II (D5) UGM-133A. Entrambe le versioni hanno tre stadi a propellente solido e il sistema di guida inerziale. Nella fase post-lancio il Trident usa il puntamento stellare per aggiornare la sua posizione e correggere gli eventuali errori compiuti dal sistema di guida inerziale.

### Trident I (C4) UGM-96A
I primi 8 sottomarini Classe Ohio furono direttamente armati con i missili Trident I, che vennero imbarcati anche sui sottomarini delle classi James Madison e Benjamin Franklin rimpiazzando i missili Poseidon.

### Trident II (D5) UGM-133A

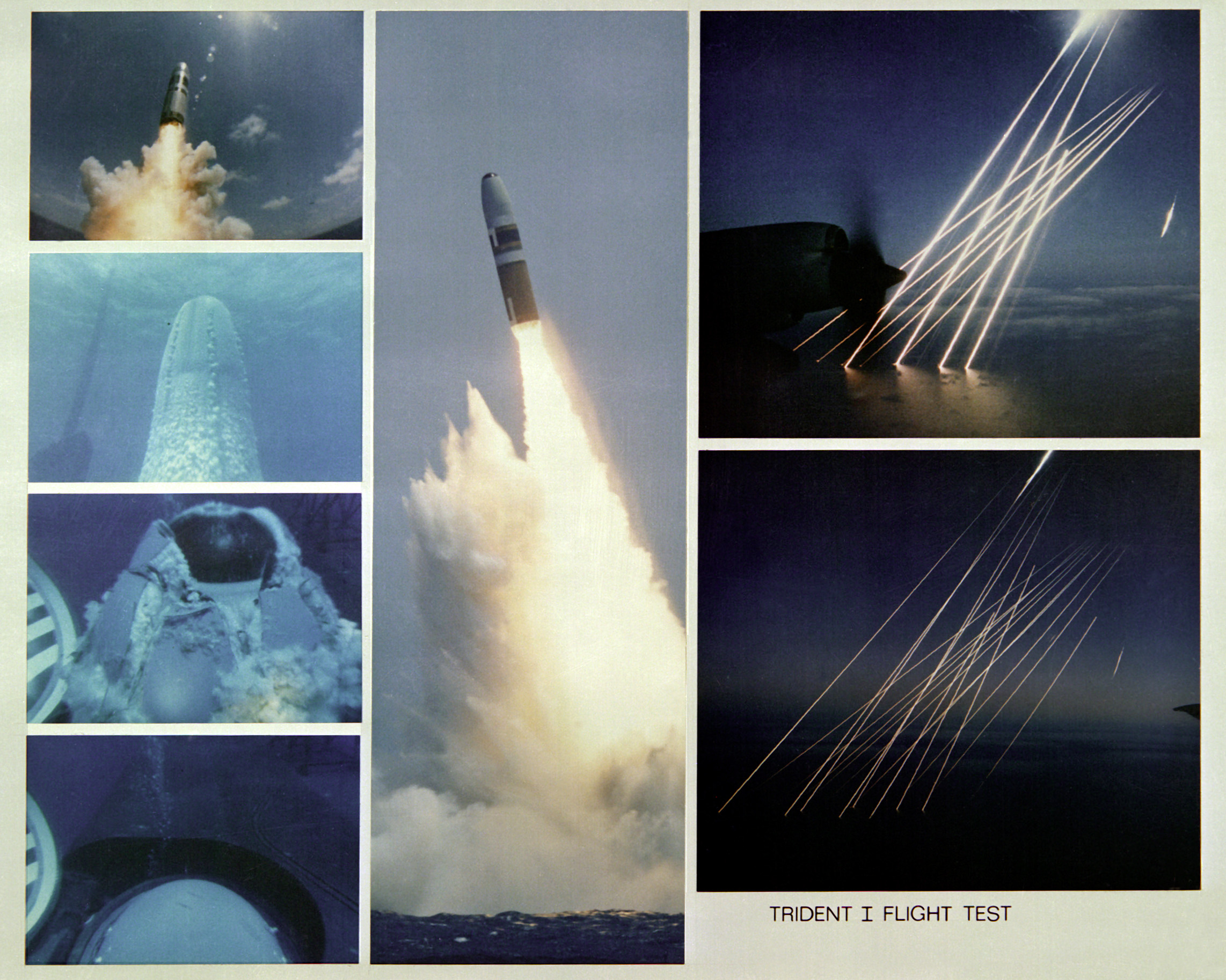
Un fotomontaggio del missile Trident I (C4) e del suo veicolo di rientro

Il secondo tipo del Trident è tecnicamente più sofisticato e può trasportare cariche più pesanti. Il missile ha i 3 stadi in fibra di carbonio risultando così più leggero. I missili Trident II  costituiscono l'armamento originario dei sottomarini britannici Vanguard. Successivamente sono stati montati sui sottomarini americani Classe Ohio. Attualmente 12 sottomarini Classe Ohio sono equipaggiati con i Trident II.
Le differenza tra le 2 versioni stanno nella lunghezza del missile (10,2 m nella 1ª versione), nel diametro (1,8 m nella 1ª versione), nel peso (33.142 kg nella 1ª versione) e soprattutto nel raggio d'azione che nella 1ª versione era di 7400 km e nel CEP (circular error probable) che era di circa 380 m nella 1ª versione e di circa 90–120 m nella 2ª versione. L'ultima caratteristica è la misura della precisione di un'arma in balistica, indica per esempio che il Trident ha il 50% di probabilità di impattare all'interno di una circonferenza dal raggio di 120 m con guida inerziale e all'interno di una circonferenza dal raggio di 90 m se guidato da GPS. Il Trident II con il veicolo di rientro Mk 5 può essere equipaggiato con 12 (8 per i trattati START) testate nucleari W88 oltre che con le testate nucleari W76.
Il Pentagono ha proposto nel 2006 la modifica del Trident in un missile convenzionale allo scopo di diversificare le sue opzioni strategiche in una più ampia strategia di lungo termine per sviluppare una capacità mondiale di attacco rapido denominata Prompt Global Strike. Il programma per convertire i Trident II in arma convenzionale dovrebbe avere un costo di 503 milioni di dollari americani. I missili, presumibilmente due per sottomarino dovrebbero avere una modifica al veicolo di rientro Mk 4 equipaggiandolo con guida GPS per aggiornare la rotta di navigazione e correggere la traiettoria del veicolo durante la fase di rientro.